# Stallerhof
Stallerhof ist ein Bühnenstück in drei Akten von Franz Xaver Kroetz aus dem Jahr 1971.

## Inhalt

### 1. Akt
Die geistig zurückgebliebene und kurzsichtige Beppi wird von ihren Eltern, den Bauern Staller und seiner Frau, als soziale Schande empfunden und sie schämen sich ihrer. Gerade der permanente Druck, dem Beppi ausgesetzt ist, verstärkt ihre Fehlleistungen: Weil sie einen Brief nicht fehlerfrei lesen kann, erhält sie Ohrfeigen. Erst als sie nicht mehr überwacht wird, liest sie den Brief fehlerfrei.
Lediglich der fast 60-jährige Knecht Sepp gibt sich mit ihr ab. Sepp erzählt ihr eine andeutungsvolle Indianergeschichte, in der eine von ihrem Stamm ausgestoßene Indianerin von einem weißen Mann gerettet wird. Der Knecht, der von Beppis Eltern unterdrückt wird, sehnt sich nach Freiheit und Unabhängigkeit, findet aber keine Möglichkeit, seine sozialen und sexuellen Wünsche zu erfüllen. Nur gegenüber seinem Hund kann er selber den Herrn spielen.

### 2. Akt
Beppi und Sepp besuchen eine Geisterbahn. Sepp tröstet zunächst die verängstigte Beppi, dann vergeht er sich an ihr. Später besucht er mit Beppi eine Gaststätte und wächst zunehmend in seine neue Rolle als Herr und Beschützer der jungen Frau hinein.
Die Eltern entdecken die Affäre, und der wütende Staller macht Sepp Vorwürfe. Aus Rache und zugleich Hilflosigkeit vergiftet er dessen Hund. Sepp muss den Hof verlassen und schenkt Beppi zum Abschied eine Tafel Schokolade.

### 3. Akt
Staller und seine Frau beraten, was sie mit der schwangeren Beppi machen sollen und erwägen dabei sogar einen Mord. Dann bereitet die Stallerin einen Abtreibungsversuch an ihrer Tochter vor, kann sich aber aus Mitleid nicht dazu durchringen. Wohl oder übel muss Beppi jetzt ernster genommen werden als bisher. Das Stück endet mit dem Einsetzen der Geburtswehen.

## Rezeption
Die Uraufführung des sozialkritischen Bühnenstücks durch Regisseur Ulrich Heising am 24. Juni 1972 machte vor allem die 17-jährige Hauptdarstellerin Eva Mattes bekannt, die dabei über eine halbe Szene nackt zu sehen war. Reinhard Baumgart schrieb am 26. Juni in der Süddeutschen Zeitung, die Beppi der Eva Mattes habe eine Aura gewonnen, die ihr Kroetz wahrscheinlich gar nicht gegönnt habe. Mattes erhielt für ihre Leistung den Hamburger Inselpreis als beste Darstellerin des Jahres 1972. Michael Töteberg stellte später fest, dass die Intensität der Darstellung von keiner anderen Inszenierung wieder erreicht wurde.
1975 ließ Kroetz die Fortsetzung Geisterbahn folgen, die mit dem Tod Sepps und der Tötung von Beppis Kind endet. Stallerhof wurde auch ins Hebräische übersetzt und 1986 am Nationaltheater HaBima in Israel aufgeführt. Der österreichische Komponist Gerd Kühr schrieb 1988 eine gleichnamige Oper, die sich eng an das Original anlehnt.
Der Sohn Kroetz' Kol Deda, ein aus zweiter Ehe entstandenes Kind, ließ die Fortsetzung mit Kalte Reise folgen.

## Inszenierungen
- Kasino, Wien:
Premiere am 10. Dezember 2010
Staller: Branko Samarovski; Stallerin: Barbara Petritsch; Beppi: Sarah Viktoria Frick; Sepp: Johannes Krisch; Regie: David Bösch
Sarah Viktoria Frick wurde für ihre Rolle als Beppi 2011 mit dem „Nestroy“ in der Kategorie Beste Schauspielerin ausgezeichnet.

- Akademietheater, Wien:
Übernahme der Inszenierung aus dem Kasino am 20. März 2012
Staller: Sebastian Kowski; Stallerin: Marietta Meguid; Beppi: Silja Bächli; Sepp: Martin Leutgeb; Regie: Stephan Kimmig

- Schauspiel Stuttgart:
Premiere am 26. Oktober 2012
Beppi: Silja Bächli; Staller: Sebastian Kowski; Sepp: Martin Leutgeb; Stallerin: Marietta Meguid; Regie: Stephan Kimmig

- Deutsches Theater, Berlin[1][2]:
Premiere am 23. Februar 2013
Thorsten Hierse (Erzähler), Matthias Neukirch (Staller), Isabel Schosnig (Stallerin), Mereika Schulz (Beppi), Markwart Müller-Elmau (Sepp), Frank Abt (Regie)